# 金陵书法四老
金陵书法四老指近现代著名的四位南京书法家，胡小石、林散之、高二适、萧娴四人。
南京历史上曾汇聚过许多著名书画家，在近现代历史上，胡小石之师李瑞清、曾农髯是清末民初享有盛名的书法家，有“南宗”“北宗” 、“南曾北李”之称。